# Václav Cvrček
Václav Cvrček (ur. 20 stycznia 1981 w Libercu) – czeski językoznawca, pracownik naukowy Instytutu Czeskiego Korpusu Narodowego. Zajmuje się opisem gramatycznym języka czeskiego, problematyką standaryzacji językowej i metodami tworzenia korpusów. Współpracuje przy tworzeniu słowników i opisów statystycznych języka. 
Kształcił się na Wydziale Filozoficznym Uniwersytetu Karola (kierunki: język czeski i literatura oraz językoznawstwo – fonetyka). W 2008 roku ukończył studia podyplomowe z językoznawstwa korpusowego.
Znany z krytyki koncepcji regulacji języka i preskryptywizmu w językoznawstwie czeskim. Autor publikacji Regulace jazyka a Koncept minimální intervence, w której zaprezentował model regulacji języka oparty na minimalnej ingerencji w język i sposób jego użycia. Autor bloga językowego na stronie Aktuálně.cz.

## Wybrana twórczość
- Je jazyková regulace potřeba?, „Vesmír”, 6 listopada 2008, 87, 811, 2008/11.
- Je načase zmírnit českou obsesi správností a nechat jazyk jeho přirozenému vývoji?, „Respekt”, 22 marca 2009.
- Slovník Bohumila Hrabala (współautorstwo, 2009) ISBN 978-80-7106-488-6
- Slovník komunistické totality (współautorstwo, 2010) ISBN 978-80-7422-060-9
- Mluvíme a píšeme tak špatně? [online], Aktuálně.cz, 25 lutego 2010.
- Velký slovník rýmů (współautorstwo, 2011) ISBN 978-80-7422-095-1
- Mluvnice současné češtiny: Jak se píše a jak se mluví. I (2015) ISBN 978-80-246-2834-9